# 坎帕尼亞大區
坎帕尼亚（義大利語：Campania，義大利語發音：[kamˈpaːnja]）是意大利南部的一个大区，西北临拉齐奥大区，北界临莫利塞大区，东北临普利亚大区，东界临巴斯利卡塔大区及西临第勒尼安海。大区面积13,590平方公里，拥有5,725,098人口。大区的首府是那不勒斯。

## 行政區劃

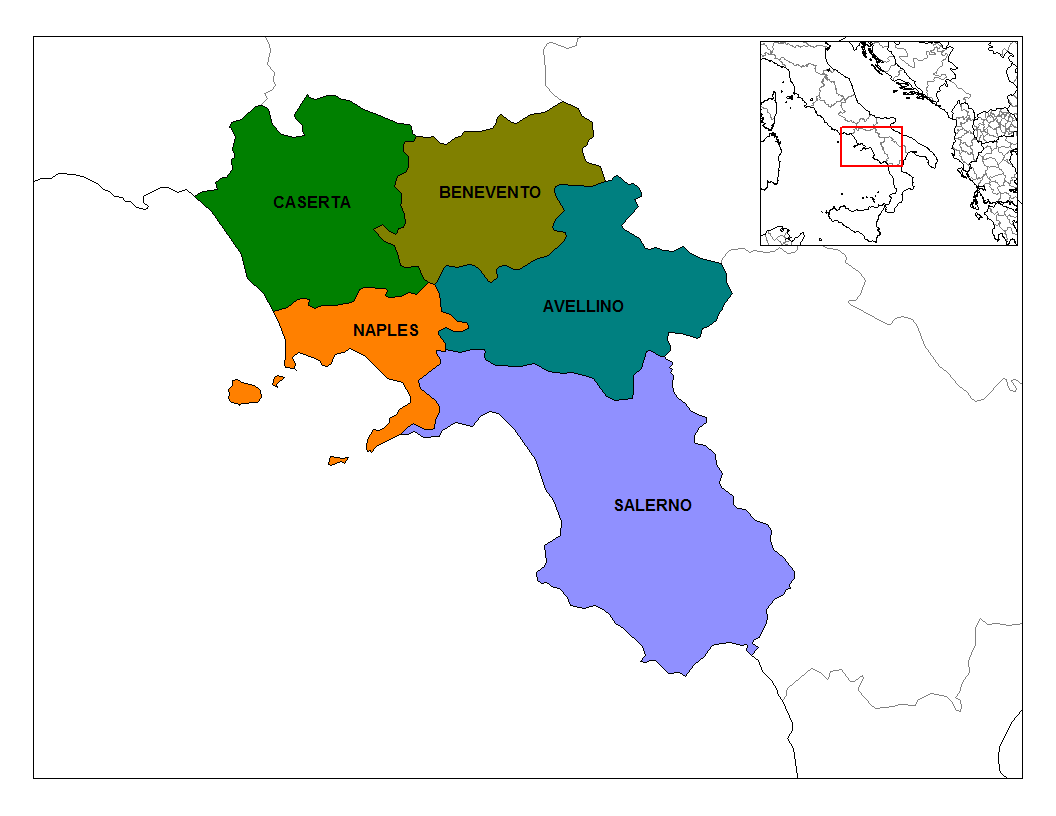

坎帕尼亞可分為五個省份：
- 阿韋利諾省（Avellino，右中部海藍色）
- 貝內文托省（Benevento，右上角黃綠色）
- 卡塞塔省（Caserta，左上角深綠色）
- 那不勒斯廣域市（Napoli，左中部橙色）
- 薩萊諾省（Salerno，右下角紫藍色）

## 历史
坎帕尼亚以前是希腊人在南意大利的殖民地「大希腊」的一部分；第一个希腊人建立的殖民地是库迈，於公元前8世纪建立，位于现时那不勒斯以北。伊特鲁利亚人及萨姆奈特人给帶領罗马共和国走上扩张的道路。
公元前217年汉尼拔进入坎帕尼亚及焚烧该区丰盛的农作物，希望以此激怒罗马执政官费边。虽然汉尼拔失败了，但是坎帕尼亚居民们的叛亂已足够令他降低了罗马军队的威望。当汉尼拔于坎帕尼亚使用花招，尝试在牧牛的角上烙上烙印，成为自己的粮食的时候，费边接著進行反擊，盼将守卫重要关口的腓尼基军队逐出坎帕尼亚，但行動以失败收場。公元前216年，汉尼拔在坎尼会战取胜后，坎帕尼亚地區的第一城市卡普亚开始對罗马產生反叛之心。他们首先要求取得与罗马均等的地位，包括要求其中一名罗马执政官必须由卡普亚选出。当罗马拒绝请求时，他们开始与汉尼拔谈判，因汉尼拔比罗马更乐于接受他们的全面独立意愿。但卡普亚的背叛却得不到坎帕尼亚其它城邦的支持，所以卡普亚受到孤立，而罗马军队终于在缺少汉尼拔的情况下围困卡普亚。当汉尼拔确实无法从外突破围城之后，卡普亚最终在公元前211年因饥饿频生而被迫投降。
直到罗马获得埃及更丰盛的粮食之前，坎帕尼亚都是罗马的产粮地区，这次改变令坎帕尼亚的小农场转变成典型的大庄园，存在于帝国内直至近代。哥特人和拜占庭帝国于5及6世纪争夺坎帕尼亚的控制权，之后的伦巴底人建立了贝内文托公国。诺曼人（罗拔·古斯格）于11及12世纪征服及重新统一坎帕尼亚，将南意大利割出拜占庭帝国，组成了西西里王国。在霍亨斯陶芬王朝对抗教宗之后，西西里王国转交予安茹的查理。他在失去了西西里岛之后（1282年）仍能保留主要的领地，组成了那不勒斯王国，西西里岛与那不勒斯最后由阿方索五世（1442年）重新统一，并自称「两西西里国王」，直至西班牙统治两个王国時（1504年–1713年）仍然使用。波旁王室于1713年承继了王国：在意大利统一之前，坎帕尼亚是兩西西里王國的一部分。

## 外部連結
- 维基导游上有關坎帕尼亞大區的旅行指南
- 坎帕尼亚官方网站（页面存档备份，存于）
- 坎帕尼亚地图
- 意大利旅游网：坎帕尼亚